# طيران كندا الرحلة 797
طيران كندا الرحلة 797 هي طائرة ركاب تجارية من طراز ماكدونل دوغلاس دي سي 9 التابعة لطيران كندا أقلعت من دالاس إلي مونتريال عبر تورونتو في 2 يونيو 1983 وكانت تحمل 41 راكبا و5 من أفراد الطاقم واجهت الطائرة دخان غير مرئي وتحول إلي دخان سام مرئي قرر الطيار الهبوط في مطار شمال كنتاكي الدولي في مدينة سينسيناتي وبعدما هبطت الطائرة أنفجر حريق ضخم داخل الطائرة بعد الهبوط الأضطراري بعد دقيقة ونصف بسبب فتح الأبواب ومات 23 شخصا ونجا 23 شخصا وجرح 16 شخصا كانت أفتك حادثة طيران كندي في الولايات المتحدة.